# Robert Keohane
Robert Keohane (teljes nevén: Robert Owen Keohane) (Chicago, 1941. október 3. –)  amerikai akadémikus, a nemzetközi kapcsolatok neves szakértője.

## Életpályája
1941-ben született Illinois államban. 
Tanulmányait Chicagóban a Laboratory Schools-ban kezdte, majd az ötödik osztály elvégzése után szüleivel Mount Carrollba költözött, ahol a városi iskolába járt. Páratlan zsenialitása miatt a tizedik évfolyam után rendkívül fiatalon felvételt nyert a Mount Carroll-ban található Shimer College-ba, ahol szülei professzorként dolgoztak. Itt érettségizett kitűnő eredménnyel, több kitüntetéssel 1961-ben.
PhD-jét a méltán híres cambridge-i egyetemen, a Harvardon szerezte meg Stanley Hoffman társadalomtudós professzor tanítványaként 1966-ban, egy évvel azután, hogy csatlakozott a Swarthmore College kutatócsoportjához. Felesége Nannerl Keohane, a Duke egyetem volt elnöke, elismert politikatudományi kutató.

## Munkássága
Tanárként több neves egyetemen is oktatott, többek között a Swarthmore College-ban, a Stanfordon, a Brandeis University-n, a Harvardon és a Duke-on. A Harvardon, mint a nemzetközi béke professzora, a Duke-on pedig, mint a politikatudomány professzora dolgozott olyan neves tudósok mellett, mint Henry Stanfield és James Berry. Több nagy hatású műve közül kiemelkedik a „After Hegemony: Cooperation and Discord in the World Political Economy (Princeton University Press, 1984)” című tanulmánya, amelyért 1989-ben megkapta az évente odaítélt Grawemeyer Díjat a világrend fejlődését elősegítő ötleteiért. Tanulmánya a modern kapitalista országok közötti együttműködést helyezi az érdeklődés középpontjába és arra keresi a választ, hogy ez az együttműködés folytatódhat-e akkor, ha nem érvényesül egy ország olyan mértékű dominanciája, mint amilyen az Egyesült Államoké volt a második világháborút követően. A választ kutatva megvizsgálja a különböző nemzetközi rendszerek intézményrendszerét, melyen keresztül megvalósulni látta a már említett együttműködést. E rendszerek fejlődését magyarázza abból a szempontból, hogy az amerikai hegemónia hanyatlásnak indult. Megcáfolja azonban, hogy e hanyatlás lehetetlenné tette volna az együttműködést, mivel a nemzetközi rendszerekre nem mint a „világkormány” gyenge utánzatára tekint, hanem mint a decentralizált együttműködést megkönnyíteni hivatott eszközökre. Művét máig a nemzetközi rendszerek elemzésének alapműveként tisztelik és ismerik el.
Több neves újság szerkesztője volt, állítása szerint az „International Organization”-nál érezte a legjobban magát, melynek élén 1974-től 1980-ig állt.
1989-től 1 éven át a Nemzetközi Tanulmányok Társaság (International Studies Association) elnöke volt, majd 1999 és 2000 között az Amerikai Politikatudományi Társaság (American Political Science Association) vezetője volt.
Robert Keohane tagja az Amerikai Művészeti-és Tudományos Akadémiának (American Academy of Arts and Sciences). Több konferenciát szervezett, többek között a Behaviouralista Tudományok Központjában, valamint a Nemzeti Humanista Központban.
2005-ben a politikatudomány területén végzett kutatásai és elért eredményei alapján megkapta a tudományos körökben nagyra értékelt John Skytte Díjat, majd ugyanebben az évben beválasztották a Nemzeti Tudományos Akadémia tagjai közé. A Foreign Policy című szaklap közvéleménykutatása alapján Robert Keohane munkássága hatott leginkább a tudóstársadalomra 2005-ben. Mind közül ezt az elismerést tartja ő maga a legtöbbre.
Olyan nagynevű szakemberek voltak tanítványai, mint Lisa Martin, Andrew Moravcsik, Layna Mosley és Beth Simmons.
Robert O. Keohane jelenleg a Princeton Egyetem Politikatudományi Intézetének vezetője, a közösségi és nemzetközi viszonyok ismert és elismert professzora.
Szakterülete: világpolitika, többnyelvű intézmények rendszere, kvalitatív módszerek elemzése.
Benne tisztelhetjük a nemzetközi viszonyok neoliberális meghatározásának és kutatásának egyik megalapítóját és fő letéteményesét.

## Könyvei
- After Hegemony: Cooperation and Discord in the World Political Economy (Princeton University Press, 1984)
- Neorealism and Its Critics (Columbia University Press, 1986)
- International Institutions and State Power: Essays in International Relations Theory (Westview, 1989)
- Power and Interdependence: World Politics in Transition (Little, Brown, 1977); with Joseph S. Nye, Jr.
- Designing Social Inquiry: Scientific Inference in Qualitative Research (Princeton, 1994); with Gary King (political scientist) and Sidney Verba
- Power and Interdependence in a Partially Globalized World (Routledge, New York, 2002)